# Clearing
Met clearing worden alle activiteiten aangeduid die optreden tussen het aangaan van een financiële transactie en de uiteindelijke verwerking daarvan (settlement). Samen spreekt men van clearing en settlement.
Clearing wordt gebruikt voor verschillende soorten transacties. Belangrijke vormen van clearing zijn de clearing van betaaltransacties en van transacties in effecten en andere financiële instrumenten.

## Betalingsverkeer
In het binnenlandse betalingsverkeer is clearing de onderlinge verrekening van vorderingen en schulden door banken. Deze clearing wordt in Nederland georganiseerd door De Nederlandsche Bank. Alle banken hebben een rekening bij de centrale bank. De onderlinge vorderingen en schulden worden op een bepaald moment verzameld en de nettoschuld of nettovordering wordt dan af- of bijgeschreven bij hun tegoeden bij DNB.
Internationaal vindt clearing op een vergelijkbare wijze plaats tussen banken die in verschillende landen zijn gevestigd.

## Effectenverkeer
Clearing vindt ook plaats bij het afhandelen van effectentransacties. Clearing vindt plaats op het niveau van de leden van een beurs. Verschillende banken zijn gespecialiseerd in het afwikkelen van effectentransacties en het bewaren van effecten.
Alle transacties op een beurs worden uitgevoerd door de clearing members (ook wel clearinginstellingen genoemd) van een beurs. Een member kan voor eigen rekening en risico werken (dealer) of kan in opdracht van derden werken (broker). Aan het eind van de handelsdag worden alle transacties bij elkaar opgeteld en gesaldeerd. Iedere member verrekent de gesaldeerde transacties met één tussenpartij. In Amsterdam is dat Clearnet Amsterdam Branch Cash Operations.
Clearing vindt plaats aan twee kanten: 
- effecten: saldering van te leveren / te ontvangen effecten
- geld: saldering van het geldbedrag dat voortkomt uit de aan- of verkoop van effecten.

### Clearing van effecten
Wat de effecten betreft is het een vrij eenvoudig proces. Aan het eind van de dag wordt gewoon opgeteld hoeveel effecten van één soort er door een member zijn aangekocht/verkocht. Het saldo moet aan het eind van de dag afgerekend worden met Clearnet, dat wil zeggen dat aan het eind van de dag bijvoorbeeld het aantal verkochte aandelen ING afgetrokken wordt van het saldo ING-aandelen wat er nog van de member stond bij Clearnet (het saldo van het eind van de vorige handelsdag). Bijvoorbeeld:
|   | Transactie | Fonds | Aantal |
| 1 | aankoop    | ING   | 400    |
| 2 | aankoop    | AKZO  | 100    |
| 3 | verkoop    | ING   | 600    |
| 4 | verkoop    | AKZO  | 700    |
| 5 | aankoop    | ING   | 1200   |
|   | totaal     | ING   | + 1000 |
|   | totaal     | AKZO  | - 600  |

Na deze vijf transacties is er voor dit member de volgende afrekening: zijn aandelensaldo AKZO wordt 600 minder en zijn aandelensaldo ING wordt 1000 meer.

### Clearing van de financiële kant van een effectentransactie
De clearing van de financiële kant van de transactie is ingewikkelder. Dit komt deels door de gehanteerde T+3 methode. Dit houdt in, dat de finale afhandeling van de transactie pas plaatsvindt drie dagen na het boeken van de transactie. Deze methode stamt uit de tijd dat voor het afhandelen van transacties nog veel tijd nodig was (over en weer afspraken maken, controleren van saldo’s en betalingen), zaken die nu steeds verder geautomatiseerd worden. Het is ook mogelijk om het TfT, het Trade for Trade systeem te hanteren, wat inhoudt dat transactie en afhandeling tegelijkertijd plaatsvinden, maar standaard wordt nog steeds T+3 gehanteerd.
De financiële afhandeling gebeurt per transactie, het bovenstaande voorbeeld levert dan op: 
|   | Transactie  | Fonds | Aantal | Prijs  | Transactiewaarde |
| 1 | aankoop     | ING   | 400    | €21,80 | -€8.720          |
| 2 | aankoop     | AKZO  | 100    | €32,20 | -€3.220          |
| 3 | verkoop     | ING   | 600    | €21,90 | + €12.960        |
| 4 | verkoop     | AKZO  | 700    | €32,80 | + €22.960        |
| 5 | aankoop     | ING   | 1200   | €22,10 | - €26.520        |
|   | totaal geld |       |        |        | - €2.540         |

Dus aan het eind van de dag moet de member 2540 euro betalen. Dat betalen gebeurt aan DNB, die de financiële kant van de transacties afhandelt. DNB haalt bij de member die de bovengenoemde transacties uitvoert dus het bedrag van 2540 euro van zijn saldo af. Hetzelfde zal gebeuren bij de overige members van de beurs, zodat het uiteindelijk gezamenlijk toch weer op nul uit komt.

## Clearing houses
Clearing wordt vaak verzorgd door een clearing house. 
Er zijn zowel clearing houses voor het betalingsverkeer als voor transacties in financiële instrumenten. Een clearing house die optreedt voor het afwikkelen van transacties in financiële instrumenten wordt centrale tegenpartij of central counterparty (CCP) genoemd. In de tijd tussen de transactie en de daadwerkelijk afwikkeling bestaat de kans dat een van beide partijen zijn verplichting niet kan nakomen. Om dit probleem te voorkomen neemt de CCP, zodra de transactie is afgesproken, een positie in tussen de koper en de verkoper. De relatie tussen de koper en verkoper wordt losgeknipt en de CCP wordt de nieuwe tegenpartij van de koper en van de verkoper. Indien een van de partijen zijn verplichtingen niet nakomt, zorgt de CCP alsnog voor de afwikkeling en draagt hiervoor het risico.
Clearing houses staan in Nederland onder toezicht van De Nederlandsche Bank (DNB) en de Autoriteit Financiële Markten (AFM).